# Justin Trudeau
Justin Pierre James Trudeau (* 25. prosince 1971 Ottawa, Ontario) je kanadský politik. V letech 2015–2025 byl premiérem Kanady, kterým se stal jako opoziční lídr Liberální strany po vítězství v říjnových parlamentních volbách 2015. Je nejstarším synem bývalého kanadského ministerského předsedy Pierra Trudeaua (1919–2000) a spisovatelky a herečky Margaret Trudeauové.
V letech 2008 a 2011 byl zvolen poslancem Dolní sněmovny ve volebním obvodu Papineau. Ve stínovém kabinetu spravoval gesce mládeže, multikulturalismu, občanství, imigrace, vzdělání po sekundárním stupni a amatérského sportu. V dubnu 2013 se stal vůdcem Liberální strany, v jejímž čele dosáhl vítězství ve všeobecných volbách 2015 umožňující mu sestavit většinovou vládu.
Po Joeovi Clarkovi se stal druhým nejmladším kanadským předsedou vlády a prvním potomkem bývalého premiéra v tomto úřadu.

## Osobní život
Narodil se roku 1971 v kanadské metropoli Ottawě do rodiny politika Pierra Trudeaua (1919–2000), a spisovatelky, herečky, fotografky a televizní moderátorky Margaret Trudeauové (rozené Sinclairová). Stal se druhým narozeným potomkem v kanadské historii, jehož jeden z rodičů právě vykonával premiérský úřad. Prvním byla Margaret Mary Macdonaldová, nejmladší dcera Johna A. Macdonalda. Mladšími bratry jsou filmař a novinář Alexandre (Sacha) (nar. 1973) a Michel Trudeauovi (1975–1998). Prarodiči byli obchodník Charles Trudeau a ve Skotsku narozený James Sinclair, sloužící jako kanadský ministr pro rybářské oblasti v kabinetu premiéra Louise Saint-Laurenta. Má francouzsko-kanadské, skotské a anglické kořeny. Někteří z matčiných předků žili během koloniální éry v Singapuru, Indonésii a Malajsii, včetně Williama Farquhara, britského koloniálního předáka v Singapuru.
Rodiče začali žít odděleně v roce 1977, ve věku jeho šesti let, a premiérský úřad otec opustil roku 1984. Po odchodu z politického života vychovával děti v relativně nerušeném soukromí Montréalu. Justin Trudeau navštěvoval stejnou střední školu Collège Jean-de-Brébeuf jako otec. V roce 2008 sdělil, že ze všech dětských výletů měl nejraději kempování s otcem, protože „tam to bylo místo, kde patřil skutečně jen nám – táta v lesích.“ Tehdy 28letý na sebe poprvé veřejně upozornil v říjnu 2000, když pronesl řeč na otcově státním pohřbu. Veřejnoprávní médium Canadian Broadcasting Corporation (CBC) následně přijímalo telefonáty žádající reprízu daného projevu a quebecký politik Claude Ryan to nazval „zřejmě […] prvním náznakem dynastie“. Kniha CBC vydaná roku 2003, popisující významné kanadské události předešlých padesáti let, obsahovala i synovu řeč na státním pohřbu bývalého premiéra.
Titul bakaláře umění (BA) získal v literatuře na McGillově univerzitě a druhý bakalářský diplom obdržel na univerzitě Britské Kolumbie. Poté vyučoval francouzštinu a matematiku na West Point Grey Academy a na vancouverské střední škole sira Winstona Churchilla. V letech 2002–2004 studoval inženýrství na Montréalské polytechnice (École Polytechnique de Montréal), spadající pod Montréalskou univerzitu. Začal také navštěvovat magisterský program environmentální geografie na McGillově univerzitě, ale studium přerušil pro kandidaturu na veřejný úřad.
V roce 2007 se objevil ve dvoudílné minisérii televize CBC nazvané The Great War, která diváky seznamovala s kanadskou účastí v první světové válce. Zahrál si postavu právníka a vojáka Talbota Mercera Papineaua, zabitého 30. října 1917 během třetí bitvy u Yper.
Stal se jedním z potomků kanadských premiérů, kteří se ocitli v popředí zájmu masmédií. K dalším patřili Ben Mulroney (syn Briana Mulroneyho), Catherine Clarková (dcera Joea Clarka) a jeho mladší bratr Alexandre Trudeau.

### Soukromý život

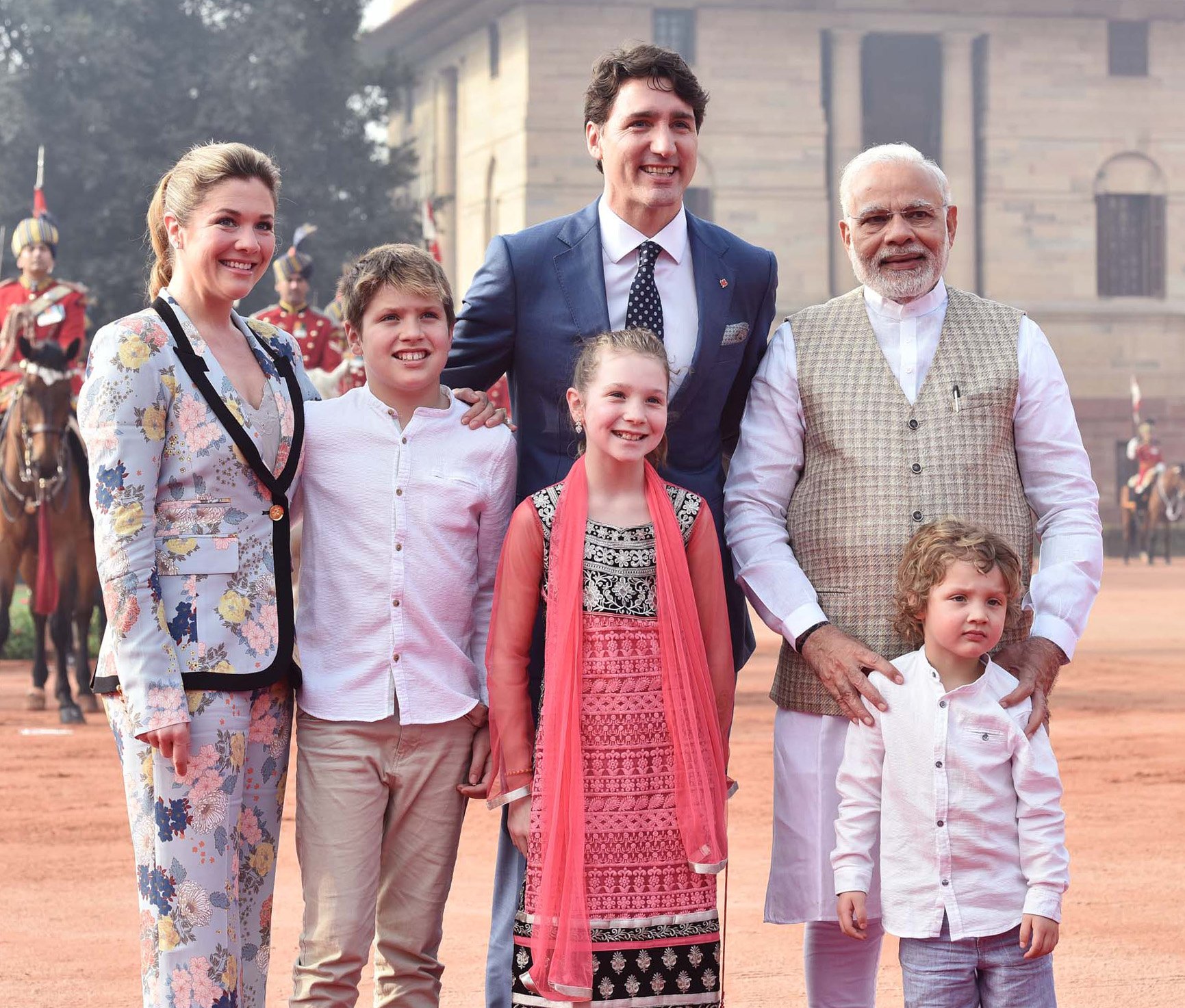
Trudeau s manželkou Grégoireovou a dětmi s indickým premiérem Naréndrou Módím v Novém Dillí v Indii v únoru 2018

S moderátorkou Sophií Grégoireovou se poprvé setkal již v dětském věku během montrealského období, kdy byla školní spolužačkou nejmladšího bratra Michela Trudeaua. Znovu se potkali v červnu 2003. Tehdy pracovala pro quebeckou televizi a byla přizvána jako Trudeauova spoluhostitelka na charitativní ples; partnerský vztah započal o několik měsíců později. V říjnu 2004 se zasnoubili a svatba proběhla 28. května 2005 při katolickém obřadu v montrealském kostele Sainte-Madeleine d'Outremont. Do manželství se narodili synové Xavier James (nar. 2007) a Hadrien (nar. 2014), a také dcera Ella-Grace Margaret (nar. 2009).
V červnu 2013, dva měsíce poté, co se Trudeau ujal vůdcovství Liberální strany, rodina prodala dům v Côte-des-Neiges u Montréalu a přestěhovala se do ottawského Rockcliffe Parku, kde stranický lídr pobýval v dětství během otcova premiérování.
Dne 2. srpna 2023 na svém instagramovém účtu Trudeau oznámil, že se s manželkou po 18 letech rozvádějí.

## Politická kariéra

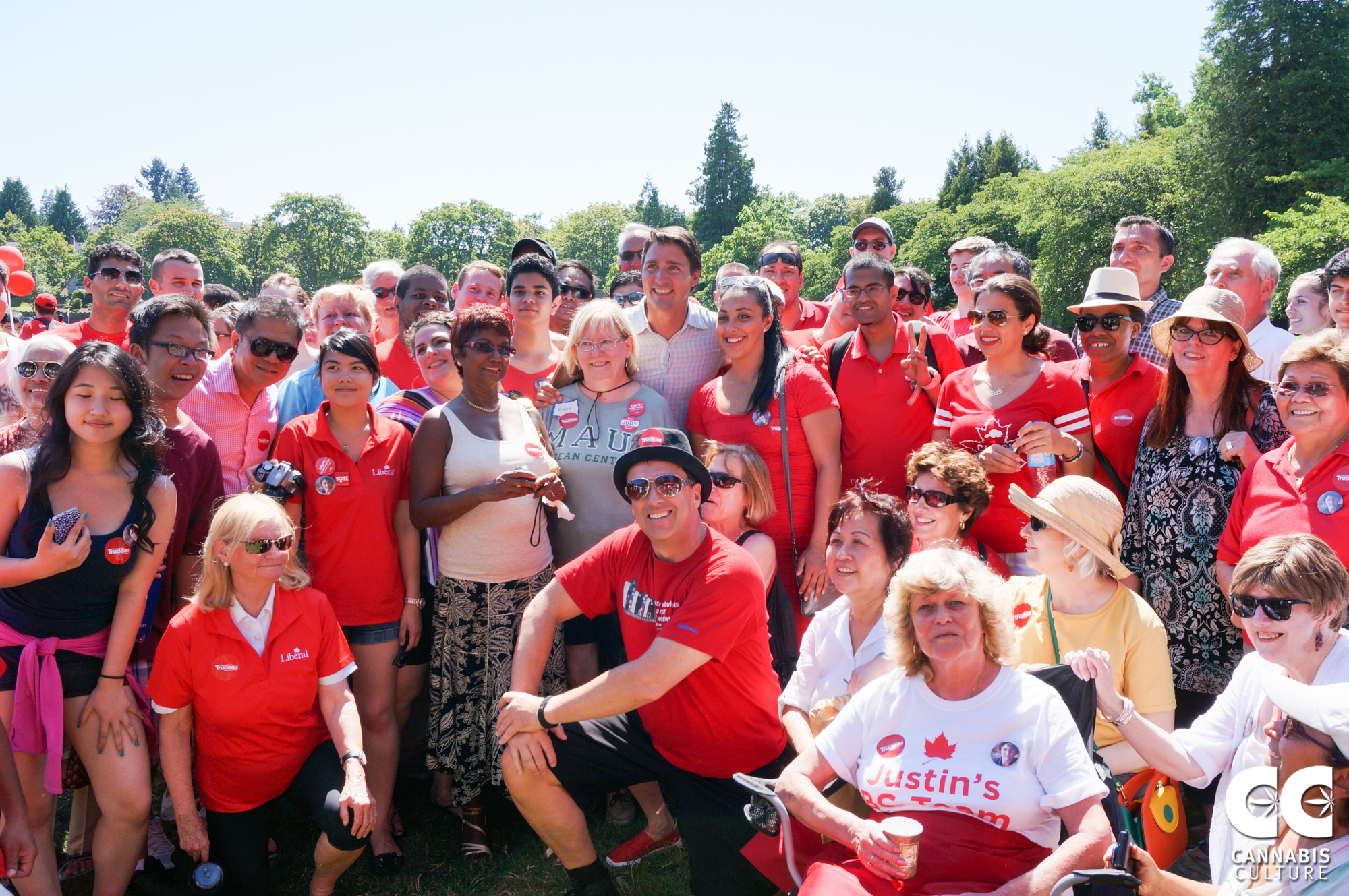
Trudeau se stoupenci Liberální strany ve Vancouveru v srpnu 2014

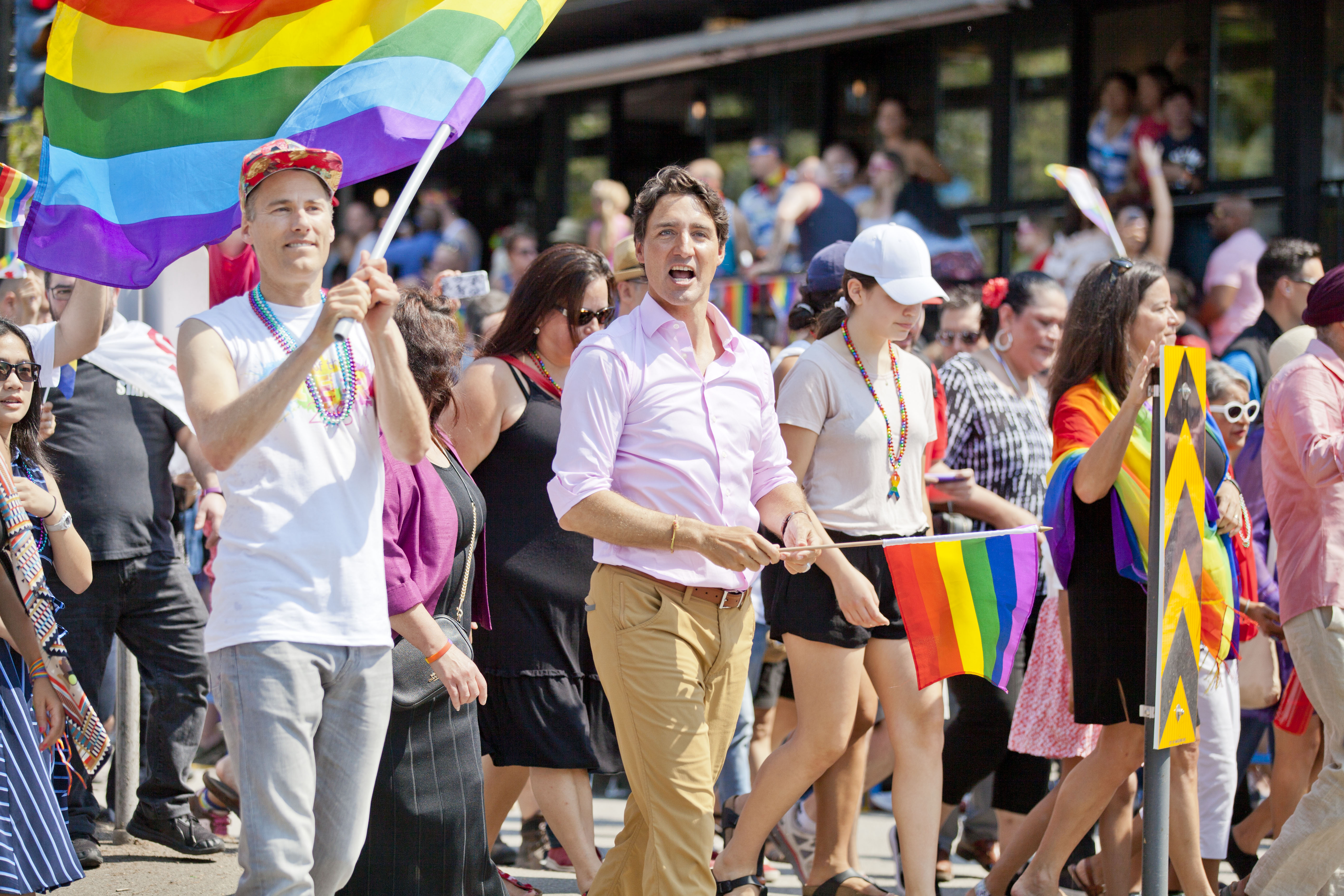
Trudeau na Gay Pride v kanadském Vancouveru v srpnu 2018

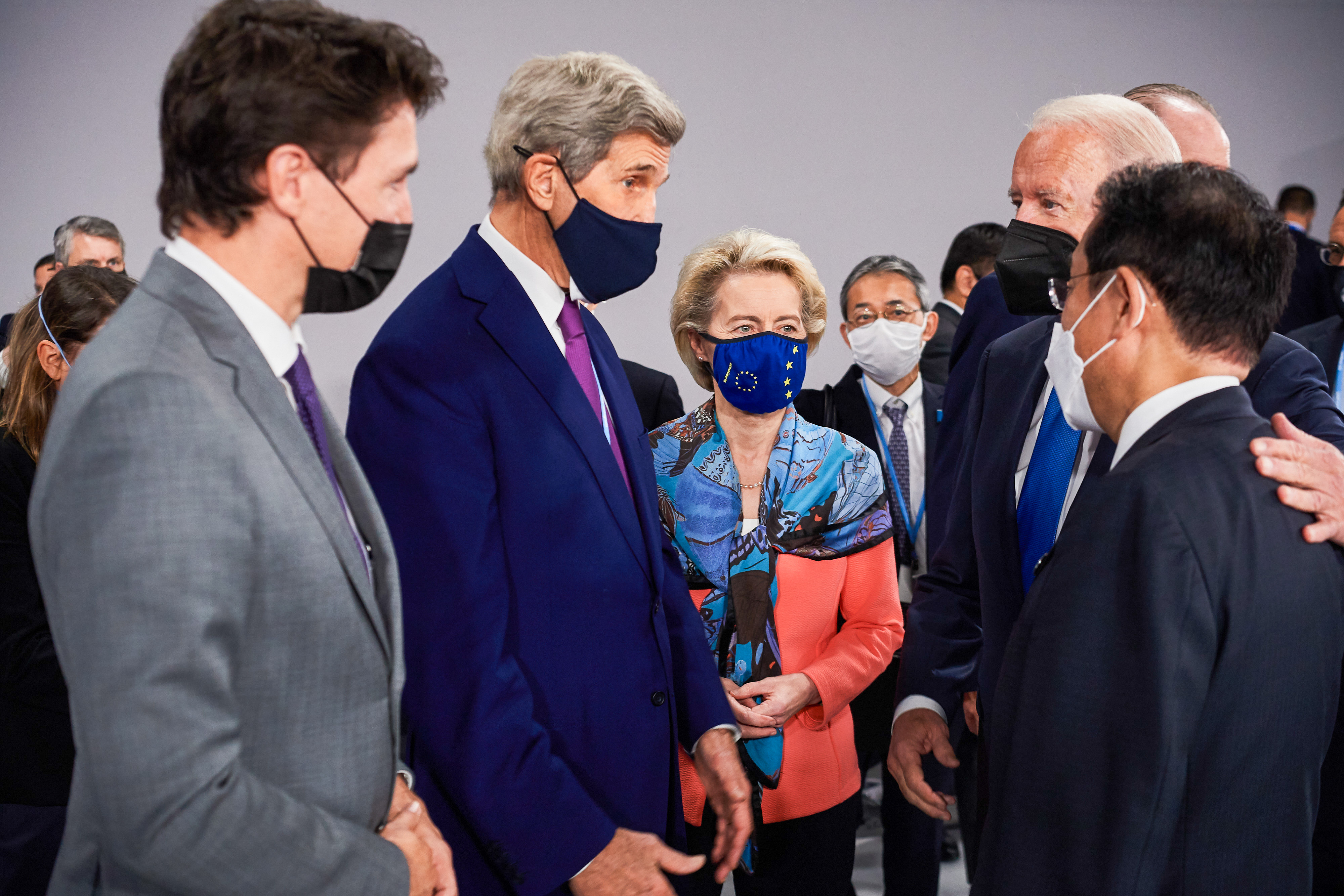
Trudeau a americký prezident Joe Biden na Konferenci OSN o změně klimatu v Glasgow 2. listopadu 2021

Jako předseda kanadské vlády čelil Trudeau v roce 2016 kritice kvůli prodeji okolo 1 000 obrněných vozidel za 15 miliard dolarů do Saúdské Arábie. Jednalo se o jednu z největších zbrojních zakázek v kanadské historii. Podle kritiků v Saúdské Arábii vládne režim porušující lidská práva a zbraně mohou být použity při saúdské vojenské intervenci v Jemenu, při níž podle OSN docházelo k útokům na civilisty a dalším válečným zločinům ze strany Saúdů.
Po smrti kubánského vůdce Fidela Castra 25. listopadu 2016 ho Trudeau popsal jako „nadživotního lídra, který sloužil svému lidu téměř půl století“ a dodal, že „legendární revolucionář a řečník, pan Castro, učinil významný pokrok ve vzdělání a zdravotní péči pro svůj ostrovní lid“.
Trudeau prosazoval multikulturní politiku a masovou imigraci do Kanady z ostatních částí světa. Vysoké procento členů jeho vládního kabinetu tvořili imigranti a příslušníci menšin. V listopadu 2022 jeho vláda oznámila, že Kanada bude do roku 2025 přijímat 500 000 imigrantů ročně.
Podporoval pozitivní diskriminaci a povinné kvóty pro ženy a menšiny. V roce 2015 sestavil první vládní kabinet, jehož polovinu tvořily ženy. Opoziční Konzervativci Trudeaua kritizovali, že dává přednost diverzitě před schopnostmi.
V září 2023 Trudeau obvinil indickou vládu, že nařídila vraždu kanadského občana a vůdce sikhské komunity Hardeep Singh Nijjara, který byl zastřelen 18. června 2023 před sikhským chrámem v kanadské provincii Britská Kolumbie. Nijjar byl indickou vládou označen v roce 2020 za teroristu, protože podporoval boj sikhských separatistů za vznik nezávislého sikhského státu Chálistánu na území indického Paňdžábu. Incident vedl k prudkému zhoršení kanadsko–indických vztahů.
Po vypuknutí války Izraele s Hamásem v říjnu 2023 vyjádřil podporu Izraeli a odmítal výzvy k trvalému příměří a zastavení bojů, ale podpořil krátkodobé „humanitární pauzy“ pro dodání pomoci lidem v Pásmu Gazy, na které Izrael uvalil úplnou blokádu. Proti Trudeauovi se postavila část jeho vlastní Liberální strany, která mu vyčítala přiliš proizraelský postoj. V lednu 2024 se s ním odmítli setkat zástupci početné muslimské menšiny v Kanadě, kteří mu vyčetli podporu Izraele ve válce v Gaze a nedostatečnou ochranu palestinských imigrantů v Kanadě. Trudeauova Liberální strana měla v minulosti silnou podporu mezi kanadskými muslimy.
V lednu 2025 oznámil rezignaci na funkci vůdce Liberální strany i premiéra země. Vedení strany i funkci předsedy vlády po něm převzal ekonom Mark Carney.

## Kontroverze
V roce 2017 vypukl skandál, když se do médií dostala informace, že Trudeau přijímal dary od britsko-pákistánského obchodníka a náboženského vůdce Agy Khana IV a v roce 2016 se svou rodinou strávil dovolenou na soukromém ostrově Agy Khana na Bahamách. Ve stejný rok obdržela nezisková agentura Aga Khan Foundation od kanadské vlády příspěvek ve výši 50 milionů dolarů. V prosinci 2017 došla parlamentní etická komise k závěru, že Trudeau porušil kanadské zákony týkající se střetu zájmů. Kanadská policie došla k závěru, že pravděpodobně došlo ke spáchání „podvodu“, ale nakonec bylo rozhodnuto, že premiér nebude stíhán. Pokusy předvolat Trudeaua před parlamentní výbor a aféru dále vyšetřovat byly v parlamentu zablokovány členy jeho Liberální strany.
V roce 2019 vyšlo najevo, že Trudeau bránil vyšetřování kanadské firmy SNC-Lavalin, která měla mezi lety 2001 až 2011 uplácet režim Muammara Kaddáfího ve snaze získat lukrativní zakázky v Libyi. SNC-Lavalin měla Kaddáfího rodině vyplatit na 48 miliard kanadských dolarů, tedy více než 750 miliard korun. Trudeau a další vysoce postavení politici z Liberální strany měli vykonávat nátlak na kanadskou ministryni spravedlnosti Jody Wilson-Raybouldovou, aby zařídila, že případ nepůjde k soudu. Trudeau jí nakonec odvolal z funkce ministryně spravedlnosti. Podle kritiků šlo o trest za neochotu ministryně spolupracovat a krýt korupční jednání firmy SNC-Lavalin. Někteří kanadští komentátoři skandál přirovnávali k aféře Watergate.
V roce 2020 bylo zveřejněno, že členové jeho rodiny, včetně manželky, bratra a matky, byli napojení na charitativní organizaci WE Charity, která od kanadské vlády získala zakázku ve výši 43,53 milionů dolarů na přerozdělování stovek milionů dolarů, které měly jít na studentské granty. WE Charity potvrdila, že členům jeho rodiny vyplácela peníze. Trudeau byl obviněn ze střetu zájmů a z korupčního jednání.
Aby mohla potlačit protesty proti vládním covidovým opatřením, nechala vláda Justina Trudeaua v roce 2022 zablokovat účty protestujícím a to bez soudního rozhodnutí. Se způsobem jakým vláda potlačovala protesty vyjádřili nesouhlas premiéři provincií Alberta, Québec, Manitoba a Saskatchewan, ale Trudeauovu politiku podpořil šéf Nové demokratické strany Jagmeet Singh a vláda tak získala v parlamentu většinu na použití zákona o nouzovém stavu, aby mohla demonstrantům zmrazit účty a snadněji je zatýkat.
V roce 2023 kanadské tajné služby upozornily, že vládnoucí Komunistická strana Číny prostřednictvím svých úřadů a diplomatů ovlivňovala průběh parlamentních voleb v Kanadě s využitím čínských přistěhovalců ve prospěch Liberální strany Justina Trudeaua, protože politiku opozičních Konzervativců Čína dlouhodobě považuje za nepřátelskou vůči Pekingu. Závěry kanadských tajných služeb odmítl Trudeau i čínská vláda.
Dne 22. září 2023 byl za přítomnosti Justina Trudeaua a ukrajinského prezidenta Volodymyra Zelenského do kanadského parlamentu pozván ukrajinsko-kanadský veterán druhé světové války Jaroslav Hunka, který byl za potlesku přítomných v parlamentu představen jako bojovník za „nezávislost Ukrajiny proti Rusům“ a „ukrajinský a kanadský hrdina“. Následně vyšlo najevo, že Hunka byl členem 14. granátnické divize Waffen-SS, známé jako „Galicia“, dobrovolnické jednotky sestávající převážně z etnických Ukrajinců pod nacistickým velením, která bojovala na východní frontě proti Rudé armádě, ale také se dopouštěla válečných zločinů proti civilistům. Pozvání Hunky odsoudily některé židovské organizace. Trudeau se „za chybu“ omluvil.
Podle interních dokumentů, zveřejněných v lednu 2024, státní úředníci v roce 2022 varovali Trudeauovu vládu, že velký nárůst imigrace negativně ovlivní dostupnost bydlení, zdravotní péče a dalších služeb pro Kanaďany, ale navzdory tomu se vláda rozhodla, že bude dál navyšovat počet přijatých imigrantů až na rekordních 500 000 ročně. Ve srovnání s březnem 2022 procento Kanaďanů, kteří uvedli, že chtějí, aby země přijala více imigrantů, než tomu bylo v minulosti, kleslo v roce 2023 ze 17 procent na devět procent.